# Åsa Windahl
Åsa Ellinor Windahl (ur. 27 listopada 1972 w Västerås) – szwedzka snowboardzistka, brązowa medalistka mistrzostw świata.

## Kariera
Pierwszy raz na arenie międzynarodowej pojawiła się 22 grudnia 1996 roku w Bad Hindelang, gdzie w zawodach FIS Race zajęła piąte miejsce w gigancie. W zawodach Pucharu Świata zadebiutowała 17 listopada 1997 roku w Kreischbergu, zajmując 16. miejsce w snowcrossie. Tym samym już w swoim debiucie wywalczyła pierwsze pucharowe punkty. Pierwszy raz na podium zawodów tego cyklu stanęła 27 listopada 1999 roku w Tignes, kończąc rywalizację w gigancie na drugiej pozycji. W zawodach tych rozdzieliła Włoszkę Margheritę Parini i Karine Ruby z Francji. Łącznie pięć razy stawała na podium zawodów PŚ, odnosząc przy tym jedno zwycięstwo: 10 grudnia 1999 roku w Whistler triumfowała w gigancie. Najlepsze wyniki osiągnęła w sezonie 2001/2002, kiedy to zajęła 10. miejsce w klasyfikacji generalnej.
Jej największym sukcesem jest brązowy medal w gigancie równoległym zdobyty na mistrzostwach świata w Berchtesgaden w 1999 roku. Lepsze były tak jedynie Francuzka Isabelle Blanc i Rosey Fletcher z USA. Na tych samych mistrzostwach była też między innymi dziesiąta w gigancie. Brała również udział w igrzyskach olimpijskich w Salt Lake City w 2002 roku, gdzie rywalizację w gigancie równoległym ukończyła na dziesiątej pozycji. Był to jej jedyny start olimpijski.
W 2002 r. zakończyła karierę.

## Osiągnięcia

### Igrzyska olimpijskie
| Miejsce | Dzień     | Rok  | Miejscowość    | Konkurencja       | Zwyciężczyni   |
| ------- | --------- | ---- | -------------- | ----------------- | -------------- |
| 10.     | 15 lutego | 2002 | Salt Lake City | Gigant równoległy | Isabelle Blanc |

### Mistrzostwa świata
| Miejsce | Dzień       | Rok  | Miejscowość          | Konkurencja       | Zwyciężczyni      |
| ------- | ----------- | ---- | -------------------- | ----------------- | ----------------- |
| 38.     | 21 stycznia | 1997 | San Candido          | Gigant            | Sondra van Ert    |
| 10.     | 12 stycznia | 1999 | Berchtesgaden        | Gigant            | Margherita Parini |
| 3.      | 14 stycznia | 1999 | Berchtesgaden        | Gigant równoległy | Isabelle Blanc    |
| 24.     | 15 stycznia | 1999 | Berchtesgaden        | Slalom równoległy | Marion Posch      |
| 21.     | 23 stycznia | 2001 | Madonna di Campiglio | Gigant            | Karine Ruby       |
| 13.     | 24 stycznia | 2001 | Madonna di Campiglio | Gigant równoległy | Ursula Bruhin     |
| 17.     | 26 stycznia | 2001 | Madonna di Campiglio | Slalom równoległy | Karine Ruby       |

### Puchar Świata

#### Miejsca w klasyfikacji generalnej
- sezon 1996/1997:92.
- sezon 1997/1998: 45.
- sezon 1998/1999: 27.
- sezon 1999/2000: 14.
- sezon 2000/2001: 25.
- sezon 2001/2002: 10.

#### Miejsca na podium
1. Tignes – 27 listopada 1999 (gigant) – 2. miejsce
2. Whistler – 10 grudnia 1999 (gigant) – 1. miejsce
3. Whistler – 10 grudnia 2001 (gigant równoległy) – 3. miejsce
4. L’Alpe d’Huez – 11 stycznia 2002 (gigant równoległy) – 3. miejsce
5. Kreischberg – 24 stycznia 2002 (gigant równoległy) – 3. miejsce